# 岩手県道288号北上水沢線
岩手県道288号北上水沢線（いわてけんどう288ごう きたかみみずさわせん）は、岩手県北上市から奥州市水沢地区へ至る、かつて存在した岩手県の一般県道である。

## 概要
北上市和賀町岩崎16地割の岩手県道122号夏油温泉江釣子線からS字カーブを描きながら路線が始まり、胆沢川を渡って奥州市に入るまでほぼ南西方向または南方向へ向かう。金ケ崎町永沢で岩手県道235号永沢水沢線と重複し奥州市に入る。東北自動車道と交差したのち水沢八反町で岩手県道235号永沢水沢線と分岐、直進して終点の斉ノ神交差点で国道397号に接続する。
終点を直進すると岩手県道236号衣川水沢線に連続する。

### 路線データ
- 実延長：13,171.9 m[1]
- 起点：北上市和賀町岩崎16地割[1]（県道122号交点）北緯39度16分34.5秒 東経141度2分53.4秒
- 終点：奥州市水沢斉の神[1]（国道397号・県道236号交点）

## 歴史
- 1995年（平成7年）3月17日 - 県道に認定される[1][2]。
- 2016年（平成28年）3月31日 - 廃止[3]され、県道302号の認定と引替えに市道に移管される[4]。

## 路線状況

### 重複区間
- 岩手県道235号永沢水沢線：金ケ崎町永沢 - 奥州市水沢八反町

## 地理

### 通過する自治体
- 北上市 - 胆沢郡金ケ崎町 - 奥州市

### 交差する道路
- 岩手県道122号夏油温泉江釣子線（北上市和賀町岩崎16地割、起点）
- 岩手県道159号久田笹長根線（金ケ崎町六原森合）
- 岩手県道196号胆沢金ケ崎線・岩手県道235号永沢水沢線（金ケ崎町永沢春慶）
- 岩手県道235号永沢水沢線・水沢方面（奥州市水沢八反町）
- 国道397号・岩手県道236号衣川水沢線（奥州市水沢斉の神・斉ノ神交差点、終点）